# Tarjányi Péter
Tarjányi Péter (Budapest, 1969. március 11. –) magyar biztonságpolitikai szakértő, rendőr, pedagógus, közgazdász, író és szerző, több internetes hírportál (pl. Zoom.hu) alapítója.

## Életrajz
Édesapja Tarjányi Béla (1921-2004) édesanyja Porkoláb Mária. Egyedüli gyerekként nőtt fel, bár apja korábbi házasságából két féltestvére Attila (†) és Béla (†) volt. Elvált, három gyermek édesapja.
Gyermekkorát Pesterzsébeten töltötte. Az általános iskolát a XX. kerületi József Attila Általános Iskolában végezte, majd a Kossuth Lajos Szakközépiskola repülőgép szerelő szakán tanult, és itt érettségizett. Ezután felvételizett a Kossuth Lajos Katonai Főiskolára, amit évfolyamelsőként végzett el és 1990. augusztus 20-án avatták tisztté. A főiskolán a katonai diploma mellett pedagógiai diplomát is szerzett.

## Rendőri szolgálat
A Rendőri Ezredben kezdett dolgozni, de első pillanattól kezdve a Rendőrség terrorelhárító egységéhez szeretett volna csatlakozni. Így került 1991. június 1-től a Rendőrség Különleges Szolgálatához (a mai TEK akkori megfelelője), ahol több parancsnoki beosztásban dolgozott. 1992-ben elvégezte a Rendőrtiszti Főiskola bűnügyi szakát, speciális felkészítést kapott terrorelhárításban, illetve fegyveres bűnözők elleni harcban. 1992-ben részt vett a francia állam atomerőműveinek különleges biztonsági intézkedéseihez kapcsolódó programjában, 1993-ban pedig az Amerikai Egyesült Államok Külügyminisztériumának szervezésében egy különleges terrorelhárítói képzésen vett részt, melyet a Delta Force és a Navy Seal kiképzői tartottak Louisianaban válságkezelési és kríziskommunikációs tematikával. Először egy, majd 1996-ban az összes műveleti egység parancsnoka lett és több száz bevetést irányított.

## Civil szféra
1998-ban családi okok (gyermeke betegsége) miatt leszerelt, és informatikai védelmi vállalkozást indított Proware Kft. néven. A cég három év alatt az informatikai védelmi szférában piacvezető lett. Partnerei között olyan kiemelt intézmények voltak, mint a Magyar Államkincstár, Adóhivatal, Magyar Fejlesztési Bank, Országos Egészségbiztosítási Pénztár. Cége fejlesztette Magyarország 10.000 legnagyobb adózójának adóbevallási rendszerét, illetve segítették az összes magyarországi önkormányzat Y2K (millenniumi) biztonsági átállását. 1999 áprilisától 2000 januárjáig közel háromezer embert irányítottak a MÁV, a Belügyminisztérium és az Államkincstár informatikai területén.
2002-ben több vállalkozásán keresztül az akkori Fidesz-kormány leváltása után gazdasági átvilágításokat irányított, melyben a „Simicska-birodalom” és a Fidesz-háttér pénzforrásainak feltárása volt a feladata. Az átvilágítások során több szocialista politikussal (Keller László, Draskovics Tibor stb.) összetűzésbe került, mert nem értett egyet azokkal a módszerekkel, amelyekkel koncepciózus irányba akarták terelni a vizsgálatokat. Vélhetően emiatt a Proware Kft. számláit nem fizették ki, aminek következtében a cég 2003-ban felszámolás alá került.
2004 óta több más céget irányított, és pénzügyi tanácsadással foglalkozott építőipari projektekben.

## Szakértői tevékenysége
1999-től kezdődően a Belügyminisztérium Nemzetközi Oktatási Központjában (FBI akadémia) több külföldi misszió felkészítésében vett részt speciális, háborús övezetekhez kapcsolódó tudása miatt. A Balkán és a közel-keleti térség magyar biztonsági műveleteinek előkészítésében segédkezett.
Tudásának köszönhetően 2006-tól kezdődően több televíziótársaság (TV2, RTL Klub, ATV), illetve internetes és nyomtatott újság szakértője lett, és napjainkig több ezer médianyilatkozatban, TV szereplésben, illetve rádióinterjúban tájékoztatta a közvéleményt a világ biztonsági problémáiról és Magyarország nemzetbiztonsági kérdéseiről. Szakértői tevékenységét, akár a felkészítések, akár a tájékoztatás terén mindig politikai oldaltól függetlenül, és kizárólag társadalmi munkában (díjazás nélkül) végezte.

## További képzések
2007 és 2009 között közgazdasági végzettséget szerzett a Budapesti Corvinus Egyetemen.
2015-ben elvégezte a Harvard Egyetem Central Challenges of American National Security, Strategy and the Press kurzusát.

## Online újságok
2008-ban indította el első újságját a zoom.hu online hírportált, melyet a 2008-as válság miatt 2009-ben eladott, és ugyanebben az évben elindította a Propeller.hu hírgyűjtő portált.
Tízévnyi szünet után újra megpróbálkozott a független hangvételű online újság felélesztésével. 2017-ben újraindították Zoom.hu-t, mely rövid idő alatt magas olvasószámot tudhatott magáénak, leelőzte az atv.hu és a hvg.hu látogatottságát. A magyarországi média piac kormányzati túlsúlya miatt a hirdetők 2018 őszén visszaléptek az újság támogatásától így 2018 decemberében bezárni kényszerültek a lapot.

## Politikai jelenléte
Ismert baloldalisága miatt 2002 óta a jobboldali média több negatív jelzővel illette. Az újságokból tudni lehet, hogy jó kapcsolatokat ápol baloldali és liberális politikusokkal, és többször segítette pártjaikat szakértőként. Aktívan részt vett 2014-ben és 2018-ban a baloldal kampányában.
2010-től, a Fidesz hatalomra jutása után több médiatámadás is érte. 2011-ben büntetőeljárás indult ellene. A NAV vizsgálataiban felmentette, majd az ellene indított minden polgári pert megnyert. 2018 januárjában az I. fokú bíróság 2 év felfüggesztetett börtönre ítélte. 2018 októberében II. fokon azonban megállapították, hogy a feljelentésben szereplő cégnek nem okozott kárt, ezért az ügyben a végleges döntés a Kúriánál van.

## Írói pályafutása
Gyerekkori vágya volt, hogy kalandregényeken keresztül mutassa be a világ, Európa és Magyarország történelmi eseményeit. 2008-ban jelent meg első dokumentumkönyve, a Meglátni és megveretni (Nagy József újságíró lejegyzésében). 2009-ben munkatársával, Dosek Ritával közösen történelmi kalandregények írásába kezdtek. Első két könyvüket saját kiadásban jelentették meg. 2010-ben A Balkán Angyalai, és 2011-ben A Balkán Angyalai II, avagy az Ördögi Kötelék teljes írói bevételét felajánlották a Madarász Utcai Gyermekkórház javára.
A könyvírás közös szenvedélyükké vált. A Libri Kiadó és a Patmos Records gondozásában a következő könyveik jelentek meg:  
- A pápa emberei (2012)
- A pápa hagyatéka (2013)
- Forradalmár (2014)
- A felejtés bűne (2014)
- Cselszövő (2015)
- Terror stratégája (2016)
- Ördögi kötelék (2016) (átszerkesztett kiadás)
- Diktátor (2018)
- Balkán Angyalai (2018) (átszerkesztett kiadás)
- Ohrana Kód (2020)

Több könyve megjelent idegen nyelven is:
- A Balkán Angyalai I. (angolul és spanyolul)
- A Balkán Angyalai II. (angolul és spanyolul)
- Felejtés Bűne (héberül)
- Pápa Emberei (angolul)